# Аджиєв Назім Дадайович
Назім Дадайович Аджиєв (нар. 7 липня 1967, Фрунзе, Киргизька РСР) — киргизький футболіст, півзахисник та нападник. Виступав за збірну Киргизстану.

## Клубна кар'єра
Розпочинав кар'єру в «Меліораторі» з Кизилорди. Далі три сезони відіграв у Чемпіонаті Киргизької РСР за «Сільмашивець» з Бішкека. Після цього грав за «Достук», «Нафтовик» з Фергани та оренбуржський «Газовик». Після розпаду СРСР перебрався до Болгарії, де 1,5 сезони відіграв за «Пирин» з Благоєвграда. Після чого грав за «Спартак», перейменований в «Ак-Марал» та карагандинський «Шахтар». У 1995 році провів 1 матч за нижньогородський «Локомотив» у Вищій Лізі. У 1996 році повернувся в «Газовик». У 1998 році повернувся до Киргизстану, де виступав за «Національну гвардію-АіК», «Еколог» та «Бакай». Завершував кар'єру в СКА-ППО, з яким в 2003 році брав участь у Кубку Співдружності.

## Кар'єра в збірній
На початку 2003 року зіграв 2 матчі за національну збірну Киргизстану.

## Особисте життя
Брат Руслан (нар. 1963) теж був футболістом. У багатьох командах («Ак-Марал», «Шахтар» Караганда, «Газовик» Оренбург, «Гвардія») брати грали разом.

## Статистика виступів

### У збірній
| Дата      | Місто    | Господарі  | Результат | Гості      | Турнір                    | Голи | Примітки |
| --------- | -------- | ---------- | --------- | ---------- | ------------------------- | ---- | -------- |
| 16-3-2003 | Катманду | Киргизстан | 1 – 2     | Афганістан | Відбір до Кубка Азії 2004 | -    | 80'      |
| 20-3-2003 | Катманду | Непал      | 0 – 2     | Киргизстан | Відбір до Кубка Азії 2004 | -    | 80'      |
| Усього    |          | Матчів     | 2         |            | Голів                     | 0    |          |

## Досягнення
СКА-ППО (Бішкек)
- Топ-Ліга
  -  Чемпіон (1): 2002